# 2023 en philosophie
Chronologie de la philosophie
- 2019
- 2020
- 2021
- 2022
- 2023
- 2024
- 2025
- 2026
- 2027

L’année 2023 a été marquée, en philosophie, par les événements suivants :

## Publications
- x